# Renault R27
O R27 é o modelo da Renault da temporada de 2007 da Fórmula 1. Condutores: Giancarlo Fisichella e Heikki Kovalainen.
O carro foi uma decepção, pois ficou como a 4ª força após ter ganho os títulos de construtores em 2005 e 2006.
O desenho do R27 é semelhante ao seu antecessor R26, porém um problema no ajuste do túnel de vento da equipe para o novos pneus Bridgestone, fez com que o modelo ficasse deficiente na parte aerodinâmica, em comparação com os modelos das equipes rivais. A principal diferença entre o R26 e o R27 é os pneus, que em 2006 era fornecido pela fabricante francesa Michelin e em 2007 passou a ser fornecido pela japonesa Bridgestone assim como para todas as equipes. O desempenho dos pilotos foi regular, com oscilações entre quinto e oitavos lugares, sendo que a equipe pontuou em quase todos os GPs com pelo menos um carro na zona de pontuação.
O único pódio conquistado na temporada foi no acidentado GP do Japão, com Kovalainen chegando em segundo.

## Galeria

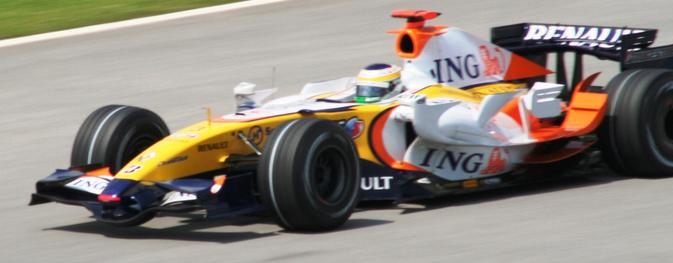
Giancarlo Fisichella guiando seu R27 no GP da Malásia de 2007.
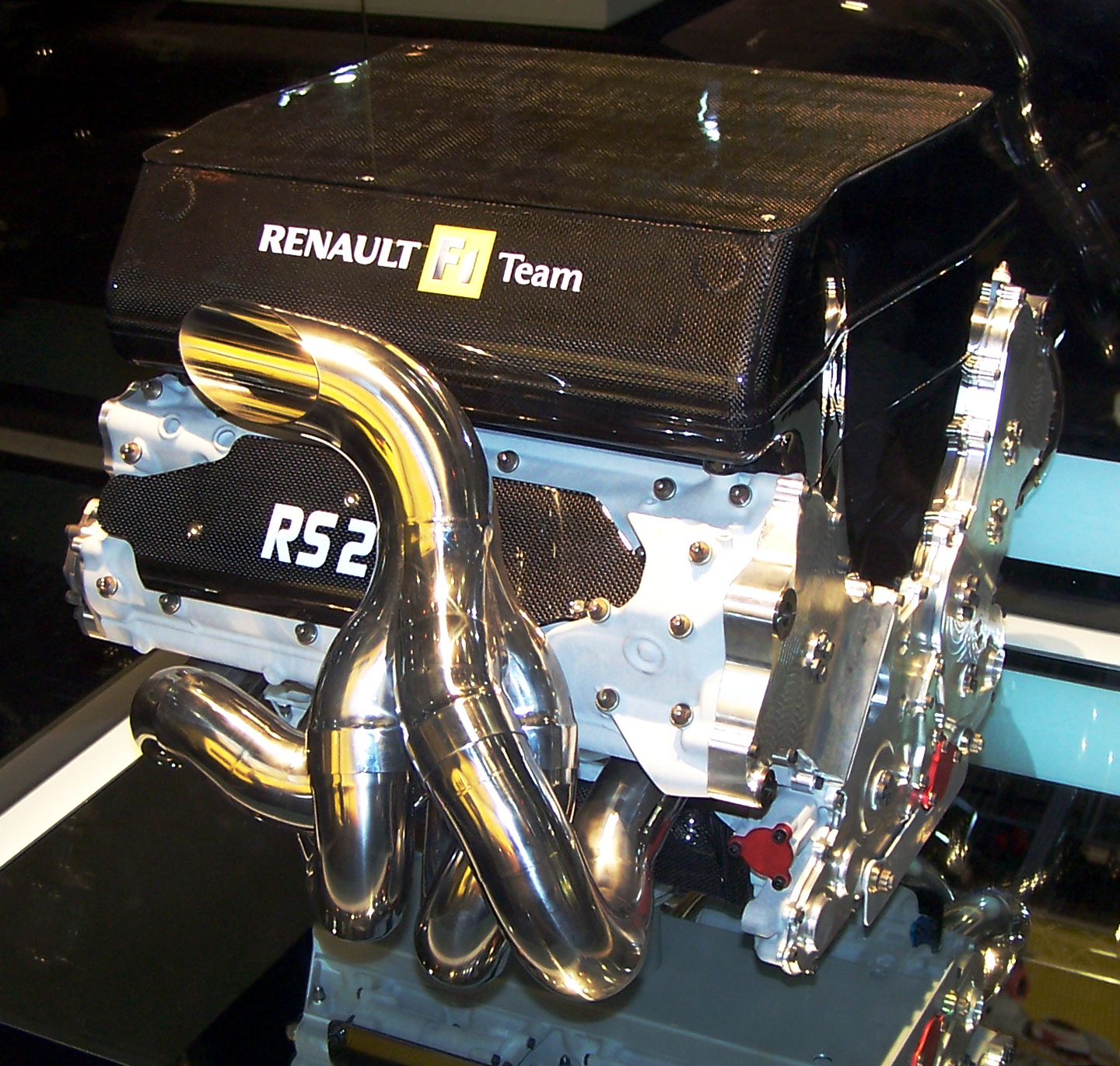
O motor Renault RS27.
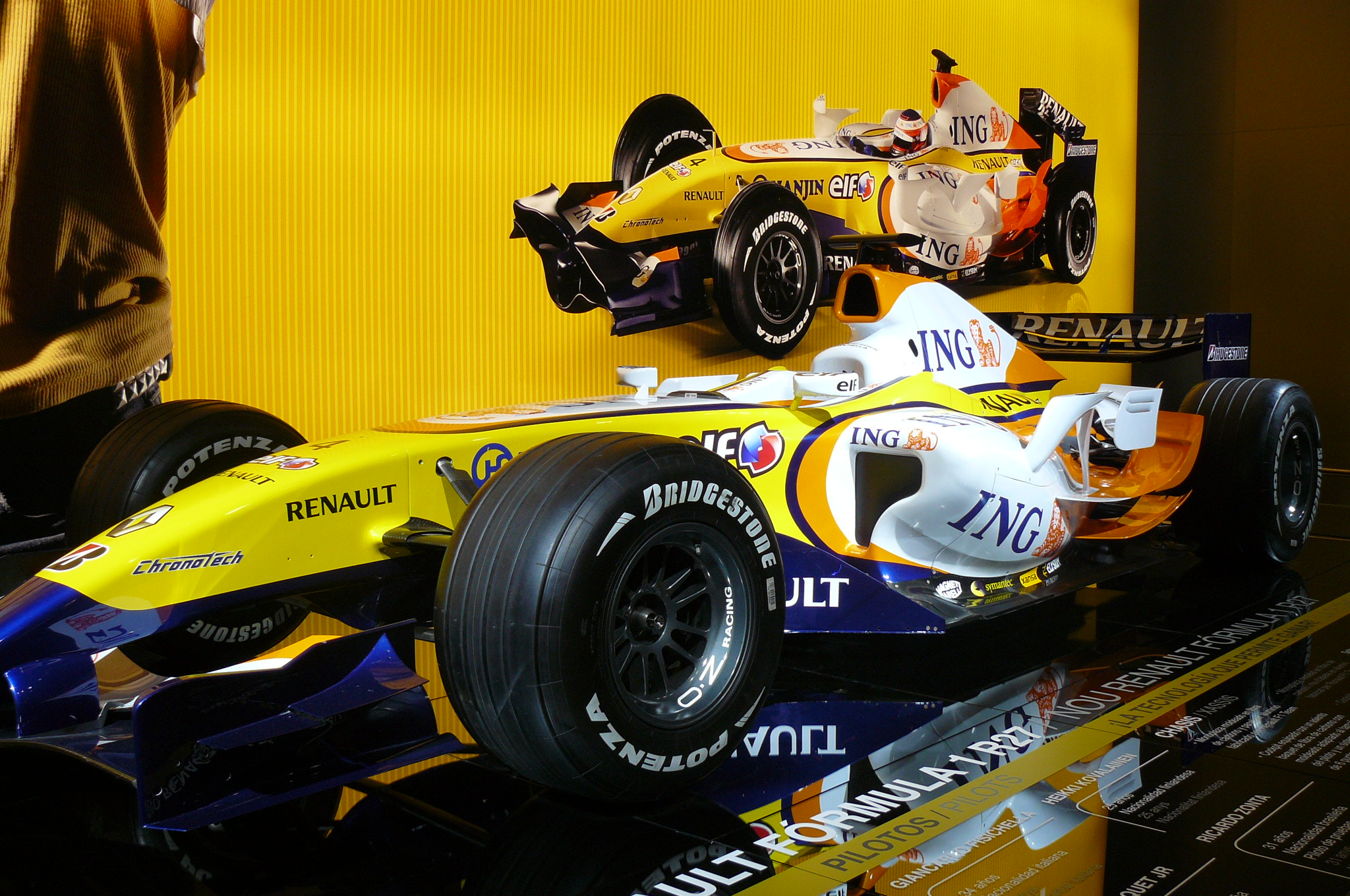
R27 no Salão Internacional do Automóvel de Barcelona, em 2007.

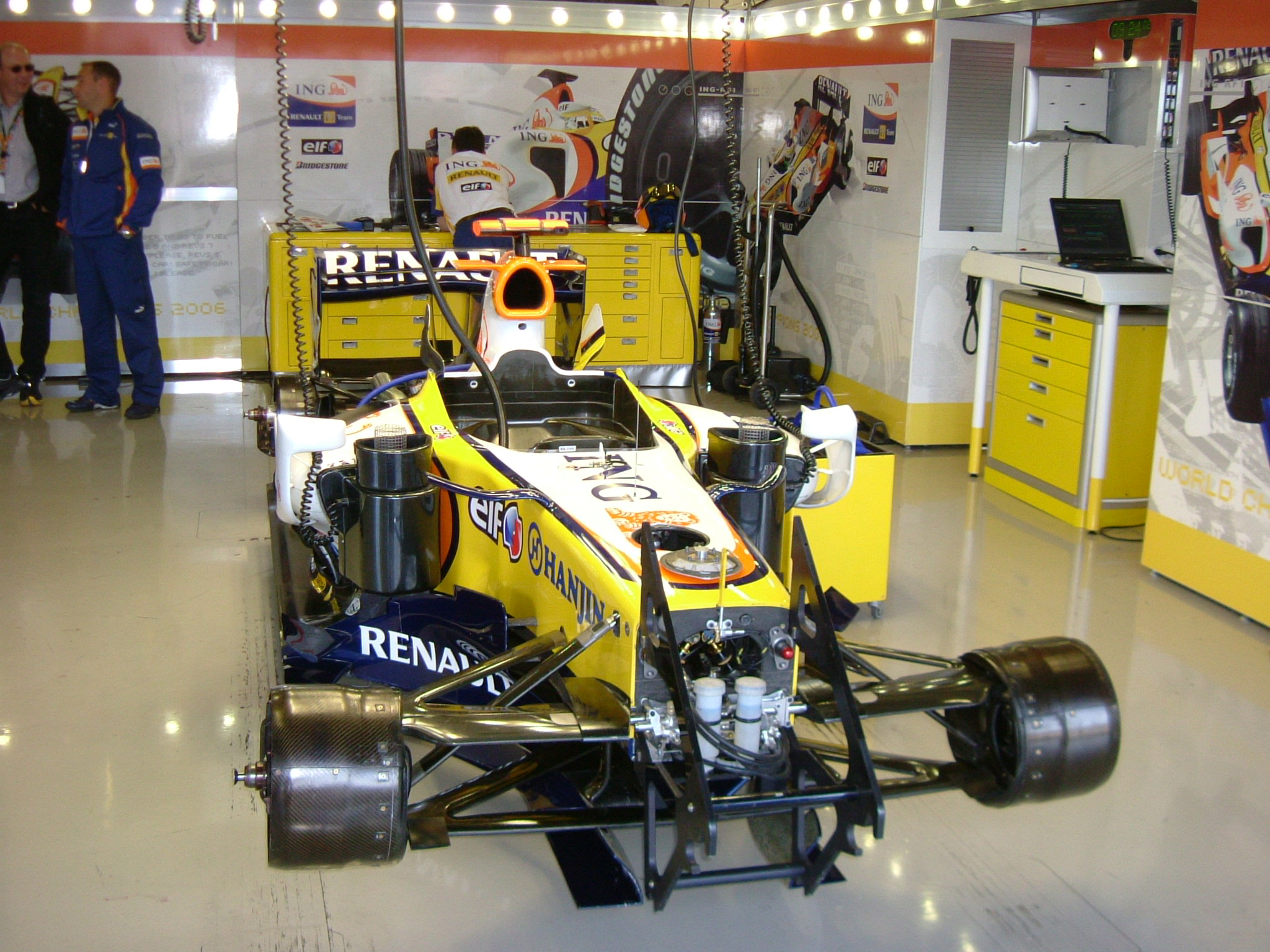
Preparação para o GP da Grã-Bretanha de 2007.
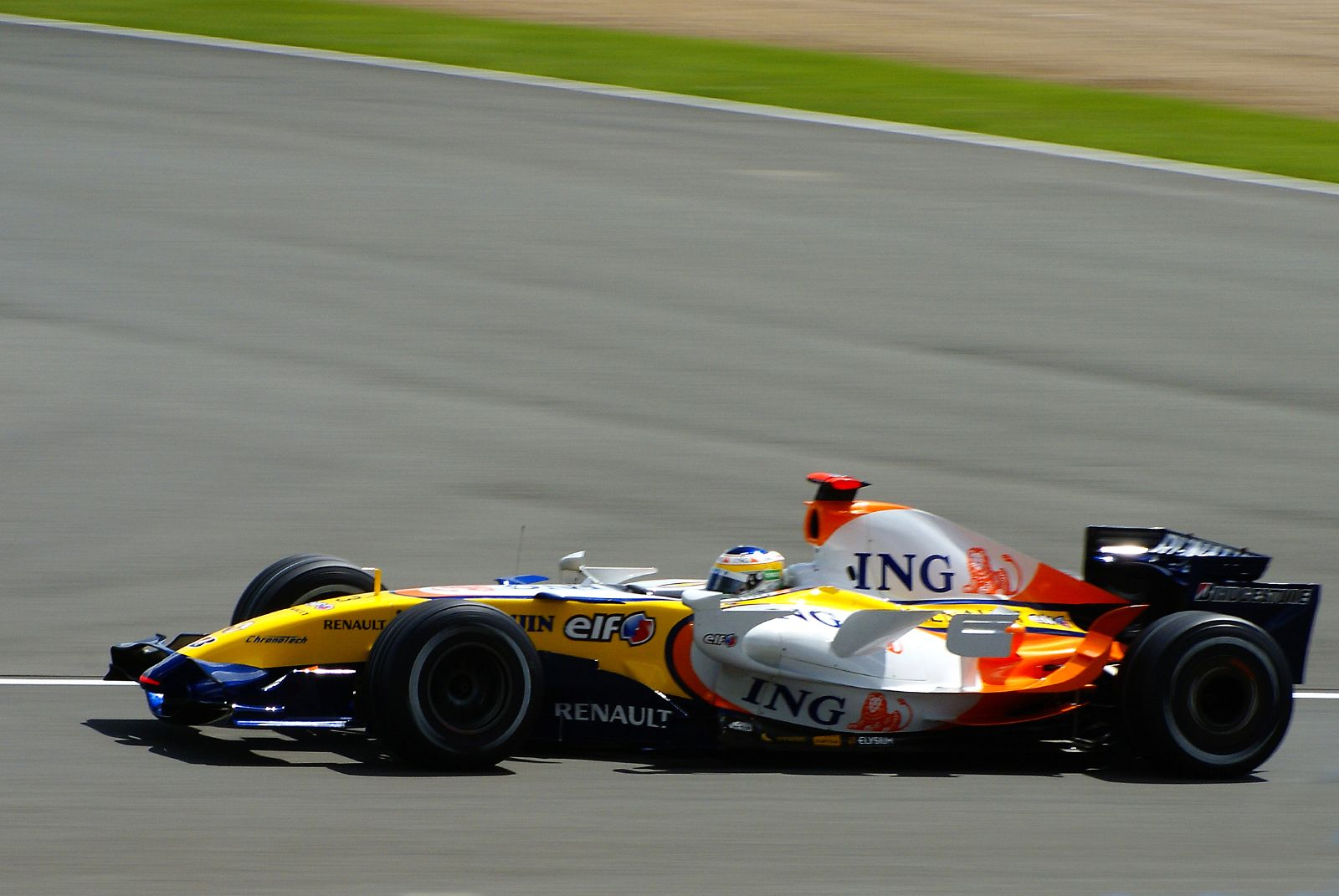
Fisichella durante o GP da Inglaterra.
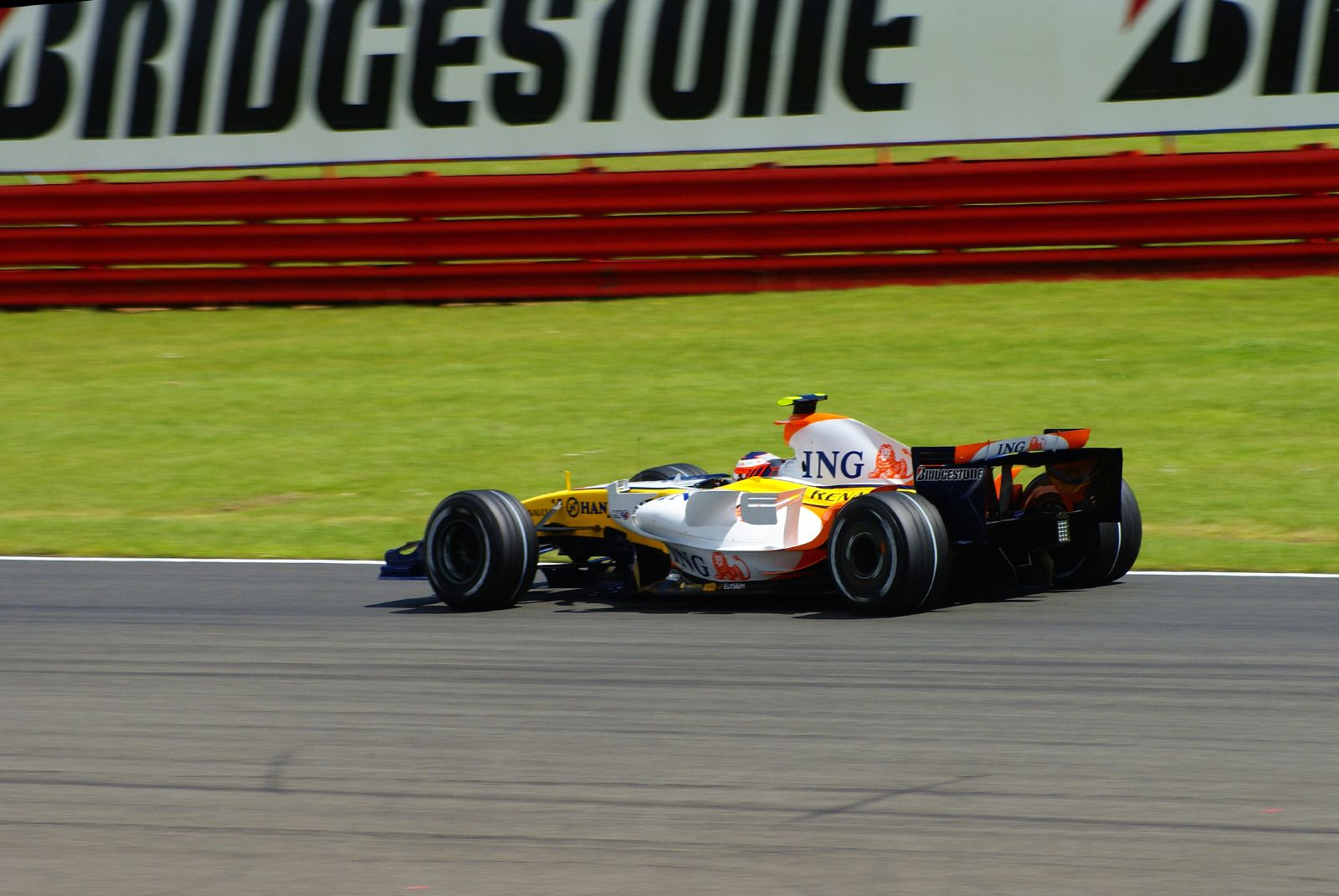
Heikki Kovalainen durante o GP da Inglaterra.
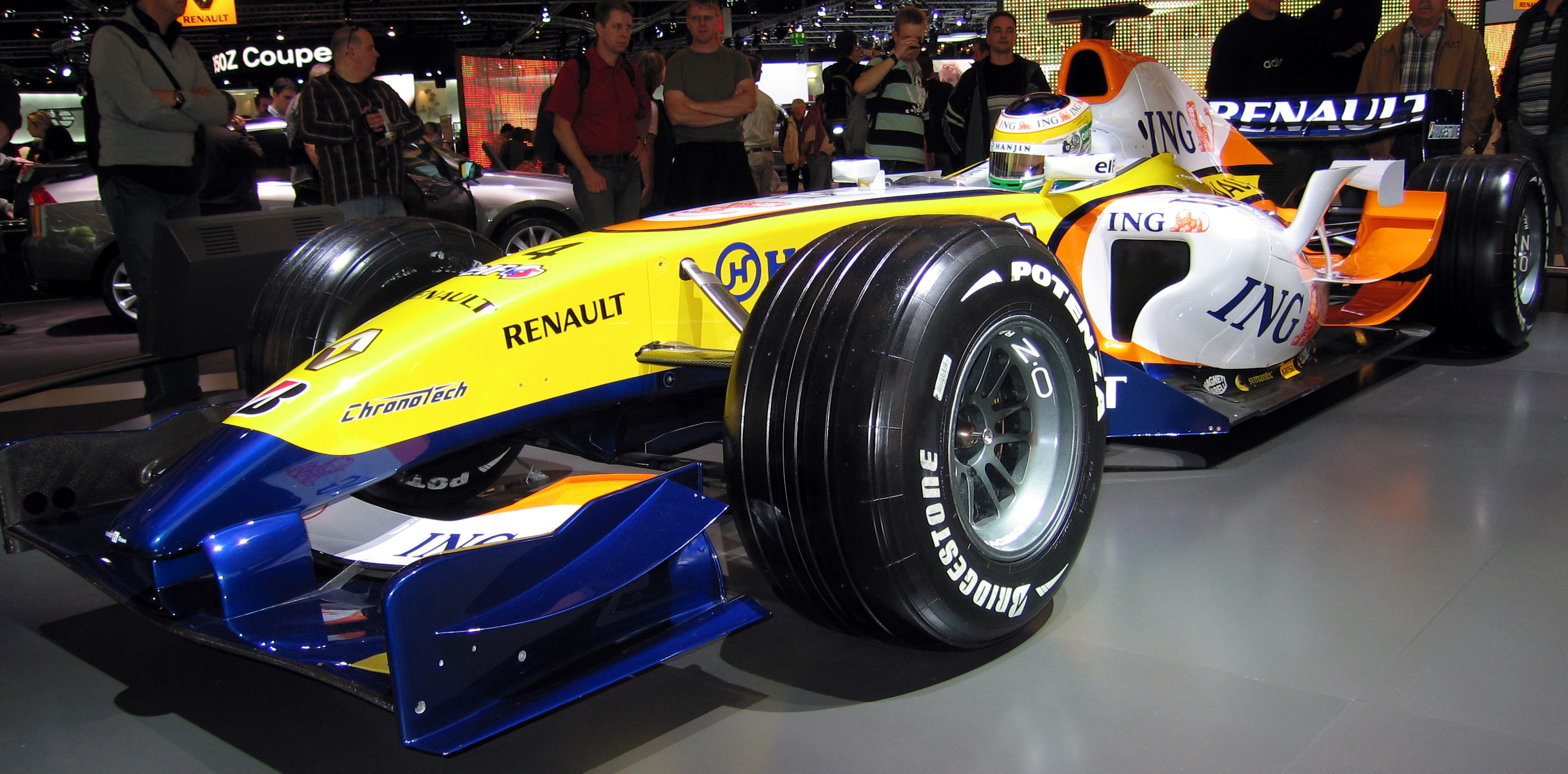
Demonstração do carro no IAA 2007.

## Resultados[2]
(Legenda) 
|      |     |                 |   |   |                      |     |     |     |     |     |     |     |     |     |     |     |     |     |     |     |     |     |    |    |  |  |
|      |     |                 |   |   |                      | AUS | MAL | BHR | SPA | MON | CAN | USA | FRA | GBR | EUR | HUN | TUR | ITA | BEL | JPN | CHN | BRA |    |    |  |  |
| 2007 | R27 | Renault RS27 V8 | B | 3 | Giancarlo Fisichella | 5   | 6   | 8   | 9   | 4   | DSQ | 9   | 6   | 8   | 10  | 12  | 9   | 12  | Ret | 5   | 11  | Ret | 51 | 3° |  |  |
| 2007 | R27 | Renault RS27 V8 | B | 4 | Heikki Kovalainen    | 10  | 8   | 9   | 6   | 13  | 4   | 5   | 15  | 7   | 8   | 8   | 6   | 7   | 8   | 2   | 9   | Ret | 51 | 3° |  |  |